# 真夏の夜の夢 (1935年の映画)
『真夏の夜の夢』（まなつのよのゆめ、英語: A Midsummer Night's Dream）は、1935年にアメリカ合衆国で制作されたファンタジー・ロマンス映画である。ウィリアム・シェイクスピアの戯曲『夏の夜の夢』を原作としている。監督はマックス・ラインハルトおよびウィリアム・ディターレであり、イアン・ハンター、ジェームズ・キャグニー、ミッキー・ルーニー、オリヴィア・デ・ハヴィランド、ジョー・E・ブラウン、ディック・パウエル、ヴィクター・ジョリーが出演した。ワーナー・ブラザース制作でヘンリー・ブランクとハル・ウォリスがプロデューサーをつとめ、チャールズ・ケニヨンとメアリー・C・マッコール・ジュニアが脚色した。この2人は前年にラインハルトが行ったハリウッド・ボウルでの上演の台本も担当していた。
本作はアテネの公爵シーシアスとアマゾーンの女王ヒポリタの結婚から始まるさまざまな出来事を描くものである。4人の若きアテネの恋人たちと6人のアマチュア役者の冒険が主な物語であり、この10人は物語の大半の出来事が起こる森に住む妖精により操られることとなる。原作となる芝居は喜劇であり、舞台でもしばしば上演される作品である。フェリックス・メンデルスゾーンの『夏の夜の夢』をエーリヒ・ヴォルフガング・コルンゴルトがオーケストレーションしなおした音楽が全編にわたって使用されている。妖精のバレエの振付はブロニスラヴァ・ニジンスカが担当した。

## あらすじ
若く美しい娘ハーミア(オリヴィア・デ・ハヴィランド)はライサンダー(ディック・パウエル)と恋に落ち、結婚を願っている。しかしながらハーミアの父イージアス(グラント・ミッチェル)は娘婿としてディミートリアス(ロス・アレクサンダー)を選び、ハーミアと結婚させようとする。ハーミアがライサンダーを愛していると言って父に従うことを拒むと、イージアスはアテネの公爵シーシアス(イアン・ハンター)に対して古いアテネの法を行使するよう求める。この法によると、娘は父が選んだ求婚者と結婚せねばならず、さもなければ死ぬこととなる。シーシアスはもうひとつの選択肢をハーミアに教えるが、それは尼僧として純潔な一生を送り、女神ダイアナに仕えるというものであった。
一方、ピーター・クィンス(フランク・マクヒュー)と仲間の役者たちがピラマスとシスビーのむごたらしい死についての芝居をかけようと集まっていた。この芝居は公爵をたたえ、来たるべき公爵とヒポリタ(ヴェリー・ティーズデイル)の婚礼を祝うためのものであった。クィンスは登場人物の名を読み上げてそれぞれの役者に役を割り振る。ニック・ボトム(ジェームズ・キャグニー)が主役のピラマスを演じることになり、ひどく興奮して自分がシスビーとライオンとピラマスの役を同時にやりたいなどと言い出す。さらに荒事師の役のほうが好きだとも言い、ヘラクレスの台詞を暗唱する。クィンスは公爵のオークの木のところで会おうと役者たちに伝えて集まりを終了する。
アテネの外の森では妖精の王オーベロン(ヴィクター・ジョリー)と女王でオーベロンの妃であるティターニア(アニタ・ルイーズ)が口論していた。ティターニアはオーベロンに公爵シーシアスとヒポリタの婚礼に出席するためこの森に滞在するつもりだと伝える。オーベロンとティターニアは仲違いをしていたが、これはティターニアが面倒をみているインドから来た取り替え子をオーベロンが自分の騎士にほしがっており、ティターニアが子どもを引き渡すことを拒んでいるからであった。子どもの母はティターニアの信者であったため、ティターニアは子どもを手放したがらない。ティターニアが言うことを聞かないのに腹を立てたオーベロンは、自分の宮廷に仕えるいたずら好きな道化の妖精パック(ミッキー・ルーニー)に「怠け恋」("love-in-idleness"、サンシキスミレのこと)と呼ばれている花をとってくるよう命じる。もともとこれは白い花であったが、キューピッドの矢にうたれて紫になったのである。この花からとれる魔法の恋の薬を眠っている者のまぶたにつけると、魔法にかけられた者は目覚めて最初に見た生きものと恋に落ちる。
オーベロンは眠っているティターニアのところに行き、覚めて最初に見た生きものと恋に落ちるよう、恋の薬を目につけた。オーベロンはきっとティターニアの恋の相手は森の動物であろうと予想した。オーベロンは、このせいでティターニアが恥ずかしくなり、小さなインドの取り替え子を諦めるだろうと考えたのである。
一方、ハーミアとライサンダーは駆け落ちしようとこの森の中を逃げているところであった。ディミートリアスもハーミアに恋をしており、森にふたりを追ってくる。ディミートリアスはヘレナ(ジーン・ミューア)に追われていたが、ヘレナはかつて自分を愛してくれたディミートリアスの愛を取り戻そうと捨て鉢になっていた。ヘレナはハーミアよりも強くディミートリアスを愛すると誓ってディミートリアスに求愛し続けるが、ディミートリアスはヘレナをひどく侮辱してはねつける。オーベロンはこれを見つけ、ディミートリアスのまぶたに恋の薬を塗りつけるようパックに命じる。しかしながらパックはオーベロンが会った男を直接見かけていなかったため、その後で眠っているライサンダーを見つけてディミートリアスだと思い込み、人違いをしたまま恋の薬をライサンダーに使ってしまう。
夜の間にヘレナは眠っているライサンダーを偶然見つけ、死んでいるのか眠っているのか確かめようとして起こしてしまう。ヘレナを見たライサンダーはすぐ恋に落ちてしまう。一方、いたずら好きのパックは芝居の稽古をしていたボトムを見つけ、頭をロバに変えてしまう。ティターニアは目覚めた時にロバになったボトムを見かけ、恋に落ちてしまう。オーベロンはティターニアに放り出された取り替え子を見つけて連れて行く。
ディミートリアスがいまだにハーミアを追いかけているのを見たオーベロンは、パックにヘレナを連れてくるよう命じる。オーベロンは眠っているディミートリアスの目に恋の薬を仕掛ける。目覚めたディミートリアスはヘレナを見る。ライサンダーとディミートリアスの両方がヘレナに恋するようになるが、ヘレナは2人の求婚者は単に自分をからかっているだけだと信じてしまう。ハーミアがヘレナと2人の求婚者を見つけ、ライサンダーを盗んだと言ってヘレナを責める。4人は互いに言い争い、ライサンダーとディミートリアスはひどく激高し、どちらがよりヘレナを愛しているか証明するため決闘する場所を探そうとまで言い始める。オーベロンはパックに命じてライサンダーとディミートリアスが互いに追いつけないよう惑わせ、ライサンダーにかけられた恋の魔法を解く。ライサンダーはハーミアを再び愛するようになり、一方でディミートリアスはヘレナを愛し続けるようになる。
ティターニアはまだロバになったボトムに夢中だった。取り替え子を手に入れて目的を達し、オーベロンはティターニアの魔法を解いて互いに再び愛し合うようになって去って行く。オーベロンの命令に従い、パックはボトムからロバの頭を外す。さらにパックはハーミア、ライサンダー、ディミートリアス、ヘレナが皆、目覚めた時には昨夜の出来事が夢だったと信じるよう工作する。恋人たちはともに森から出て、公爵シーシアスとヒポリタの婚礼に出席しようとする。シーシアスはハーミアとその父イージアスに会い、ディミートリアスがもはやハーミアを愛していないと知ってイージアスの要求を却下し、ハーミアとライサンダー、ヘレナとディミートリアスも含めた合同の結婚式を行うことにする。恋人たちは昨夜の出来事は夢に違いないと考える。
婚礼の夜、ボトムと仲間の役者たちによる『ピラマスとシスビー』が上演される。まともに用意ができていない役者たちはあまりにも演技がひどく、お客たちはまるで喜劇を見ているかのような調子で爆笑する。アンコールの前にお客たちは会場を出て寝室に向かう。その後にオーベロン、ティターニア、パック、他の妖精たちが入ってきて、屋敷と住民の幸運を祈って祝福を与える。他の者が全員退場した後、パックが観客に対して今見たものは夢にすぎなかったかもしれないと示唆して映画が終わる。

## 配役
アテネの宮廷
- イアン・ハンター…シーシアス、アテネの公爵

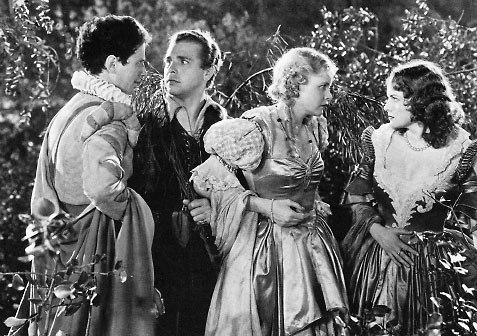
左から右にロス・アレクサンダー、ディック・パウエル、ジーン・ミューア、オリヴィア・デ・ハヴィランド

- ヴェリー・ティーズデイル…アマゾーンの女王ヒポリタ、シーシアスの婚約者
- ホバート・キャヴァナ…フィロストレイト、シーシアスの宮廷祝宴局長
- ディック・パウエル…ライサンダー、ハーミアの恋人
- ロス・アレクサンダー…ディミートリアス、ハーミアに片思い
- オリヴィア・デ・ハヴィランド…ハーミア、ライサンダーの恋人
- ジーン・ミューア…ヘレナ、ディミートリアスに片思い
- グラント・ミッチェル…イージアス、ハーミアの父

素人役者たち
- フランク・マクヒュー…ピーター・クィンス、大工
- デューイ・ロビンソン…スナッグ、指物師
- ジェームズ・キャグニー…ボトム、織工
- ジョー・E・ブラウン…フルート、ふいご修理屋
- ヒュー・ハーバート…スナウト、鋳掛屋
- オーティス・ハーラン…スターヴリング、仕立屋
- アーサー・トリーチャー…口上役

妖精たち
- ヴィクター・ジョリー…オーベロン、妖精の王
- アニタ・ルイーズ…ティターニア、妖精の女王(歌声はキャロル・エリスが担当)
- ニニ・テイラード…ティターニアに仕える妖精(クレジットはNina Theilade)
- ミッキー・ルーニー…パック、またの名をロビン・グッドフェロー
- キャサリン・フレイ…豆の花
- ヘレン・ウェストコット…蜘蛛の巣
- フレッド・セイル…蛾の羽根
- ビリー・バーティ…辛子の種

配役について
この映像化において、役者の多くは今までシェイクスピアを演じたことがなく、これが生涯唯一のシェイクスピア劇となった。ジェームズ・キャグニーとジョー・E・ブラウンのシェイクスピア出演はこの作品のみだが、それにもかかわらず今作の演技で高い評価を受けた。批評家の多くはディック・パイエルはライサンダーにはミスキャストだったと考え、パウエル自身この評価に同意していた。
オリヴィア・デ・ハヴィランドはマックス・ラインハルトがハリウッド・ボウルで上演した舞台版『夏の夜の夢』の時からハーミアの役を演じていた。舞台版のキャストはほぼワーナー・ブラザースと契約している俳優に置き換えられたが、デ・ハヴィランドとミッキー・ルーニーはもともとの役を再び映画でも演じた。

## 製作

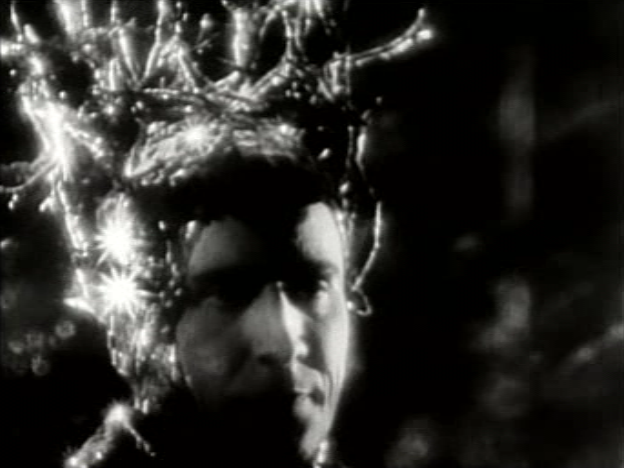
オーベロンを演じるヴィクター・ジョリーの使われなかったテイク

オーストリア生まれの監督マックス・ラインハルトは映画の撮影時に英語を話せなかった。役者やスタッフにはドイツ語で指示を出し、それをウィリアム・ディターレが通訳した。この映画はラインハルトと作曲家のフェリックス・メンデルスゾーンがユダヤ系であるということでナチス・ドイツでは禁止された。
ミッキー・ルーニーがスキーをしていて片足を骨折したため、撮影スケジュールが変更になった。ルーニーの回顧録によると、ジャック・L・ワーナーは激怒してルーニーを殺し、もう片方の足も折ってやると脅したという。
この作品はオリヴィア・デ・ハヴィランドの映画デビュー作である。

## 公開と配給

### 上映中止
この時代の映画館は、ある映画を上映するという契約をしても、一定期間内であれば上映を取りやめにできるという権利を持っていた。上映中止は通常20館から50館程度であった。この映画は2,971館の中止という新記録を打ち立てた。契約交渉担当者の手違いのためであるという。

### 上映時間
本作は当初132分の映画であったが、一般公開にあたって117分に編集された。132分の完全版は1994年にケーブルテレビで放映されるまで見ることができなかった。最初に発売されたビデオは編集された版であったが、完全版がVHSで再発売された。のちにターナー・クラシック・ムービーズがクレディット前の序曲と終曲がついている版を復元して放映したが、これは1935年にロードショーで上映された後公開されたことのなかったバージョンであった。2007年8月にDVDが初めて発売された。この作品のみのDVDのほか、「シェイクスピア・コレクション」というボックスセットの一部としても入手できるようになった。

## 評価
本作は興行収入が悪く、批評は毀誉褒貶両方があったが、撮影、メンデルスゾーンの音楽の使用、ダンスは高く評価された。ジェームズ・キャグニーの演技は非常に好評であったが、映画批評家のリチャード・ワッツ・ジュニアはワーナー・ブラザースのキャスティングを批判した（ディック・パウエルはこの当時「ハリウッドのクルーナー」という位置づけで良い興行収入を叩き出していたが、自分はライサンダー役には全く向いていないことに気付いてやめることを申し出たものの、それができなかったという）。
1935年の『スペクテイター』で、グレアム・グリーンは封切り当時の毀誉褒貶半ばする批評について議論し、自分としては楽しめる映画と思ったということを書いている。グリーンはこれを原作戯曲に対して自分が愛着を抱いていないからではないかと推測している。グリーンは演技の特徴について「きちんとしたシェイクスピアの台詞回しと身ぶり」がないゆえに「フレッシュで生き生きしている」と評しているが、一方で映画の演出については批判的で、監督は「新しいメディアに確信を持って対処できない」ようであり、「ラインハルト氏は自分のアイディアが銀幕でどう働くか視覚化できていないため、映画の大部分はばかげたものになりそうなところで宙ぶらりんといったふうだ」と述べている。
今日では本作はおおむね良い評価を得ている。エマニュエル・レヴィは「ラインハルトがハリウッド・ボウルでのシェイクスピア上演を映画化したこの作品は大胆で印象的であったため、アカデミー作品賞の候補にもなったのだ」と述べている。2016年9月2日時点で、ラインハルトの『真夏の夜の夢』については映画批評集計サイトRotten Tomatoesで89％の評価を獲得している。 

## 受賞
本作はアカデミー賞を2部門で受賞している。 
- 最優秀撮影賞…ハル・モーア
- 最優秀編集賞…ラルフ・ドーソン

以下の2部門でもノミネートされた。 
- 最優秀作品賞…ヘンリー・ブランク(プロデューサー)
- 最優秀助監督賞…シェリー・シャーズ

ハル・モーアはこの映画における業績ではノミネートされておらず、草の根の書き込み投票キャンペーンのおかげでオスカーを受賞した。木をオレンジのペンキでスプレーすると決めたのはモーアであり、このおかげで木に奇妙な輝きが出て映画の中での妖精の国らしい効果が高まった。

## 音楽
フェリックス・メンデルスゾーンの音楽が使用されたが、これはエーリヒ・ヴォルフガング・コルンゴルトがオーケストレーションしなおした版であった。1843年に付随音楽として作曲した『夏の夜の夢』だけが使用されたわけではなく、『交響曲第3番「スコットランド」』、『交響曲第4番「イタリア」』、『無言歌集』などの抜粋も使用された。

## 後世への影響
アンジェラ・カーターが1991年に発表した小説『ワイズ・チルドレン』で主人公たちが製作に携わる『夏の夜の夢』の映画版は本作をもとにしている。
ケン・ラドウィッグが2003年に発表した芝居『ハリウッドでシェイクスピアを』(Shakespeare in Hollywood)はこの映画の舞台裏を扱ったものである。この作品は日本でも2016年に上演されている。